# François Garagnon
 (octobre 2024).
Œuvres principales
Jade et les Sacrés Mystères de la vie (1991)
François Garagnon, né le 16 août 1957 à Neuilly-sur-Seine (France), est un écrivain et éditeur français. 
Il est connu en particulier grâce à son livre Jade et les Sacrés Mystères de la vie et ses suites. Il a écrit une quarantaine d’ouvrages sur le thème du sens de la vie et de la quête spirituelle. Il est par ailleurs fondateur et directeur des Éditions Monte-Cristo, et l'initiateur du Mouvement des Réenchanteurs Associés.

## Biographie
François Garagnon est d’origine haut-alpine par son père, savoyarde par sa mère. Il a été élevé dans un milieu catholique pratiquant, et a vécu à Paris, à Cherbourg, à Indret, à Grenoble, avant de s’installer à Annecy. Il est diplômé de l’Institut d'études politiques de Grenoble en 1980.
Son premier livre est issu de son mémoire de fin d’études consacré à l’éthique chevaleresque dans la civilisation japonaise. C’est en 1991 que paraît son livre Jade et les Sacrés Mystères de la vie.